# Nelli Vlagyimirovna Kim
Nelli Vlagyimirovna Kim (Нелли Владимировна Ким) ötszörös olimpiai bajnok szovjet tornásznő. Apai ágon koreai, anyai ágon tatár származású.
Születése után a család Kazahsztánba költözött. Tízéves korában ott kezdett tornával foglalkozni a helyi (Simkent város) egyesületben, és hamarosan a hazai, majd a világ élvonalába került. Az 1970-es években már a világ egyik legjobb tornásza volt, Comăneci, Turiscseva és Korbut vetélytársa.